# جورج إيزامبارد
جورج ألفونس فلوري إيزامبارد (بالفرنسية: Georges Izambard)‏ (من مواليد 11 ديسمبر 1848 في باريس – فبراير 1931) هو مدرس في مدرسة فرنسية، اشتُهر بأنه معلم ومُحسِّن للشاعر آرثر رامبو. قام بالتدريس في قرية كوليج دي شارلفيل في بلدية شارلفيل، حيث كان لقبه «زنجبار».

## روابط خارجية
- رسالة من رامبو إلى إيزامبارد باللغة الفرنسية